# Christoph Schubert (Eishockeyspieler)
Christoph Schubert (* 5. Februar 1982 in München) ist ein ehemaliger deutscher Eishockeyspieler und derzeitiger -trainer. Er stand in 70 Spielen für die deutsche Nationalmannschaft auf dem Eis und absolvierte 377 Spiele in der Deutschen Eishockey Liga. Schubert bestritt insgesamt 315 Spiele in der National Hockey League (NHL), unter anderem für die Ottawa Senators und Atlanta Thrashers. Seit Juli 2024 ist er als Assistenztrainer beim EV Landshut aus der DEL2 tätig.

## Karriere
Schubert begann seine Karriere in den Nachwuchsabteilungen des EHC Klostersee und wechselte nach seiner Juniorenzeit in das DNL-Team des EV Landshut. In der Saison 1999/2000 als 17-Jähriger gab er für diesen Klub auch sein Debüt im Seniorenbereich in der Oberliga. Nachdem die Landshuter den Sprung in die 2. Bundesliga knapp verpasst hatten, wechselte er zur folgenden Spielzeit in seine Geburtsstadt zum amtierenden Deutschen Meister München Barons in die Deutsche Eishockey Liga. Dort gehörte er gleich zum Stammpersonal und entwickelte sich in zwei Spielzeiten zu einem robusten Verteidiger mit einem harten Schlagschuss. Im Frühjahr 2001 wurde er mit der Mannschaft Deutscher Vizemeister.

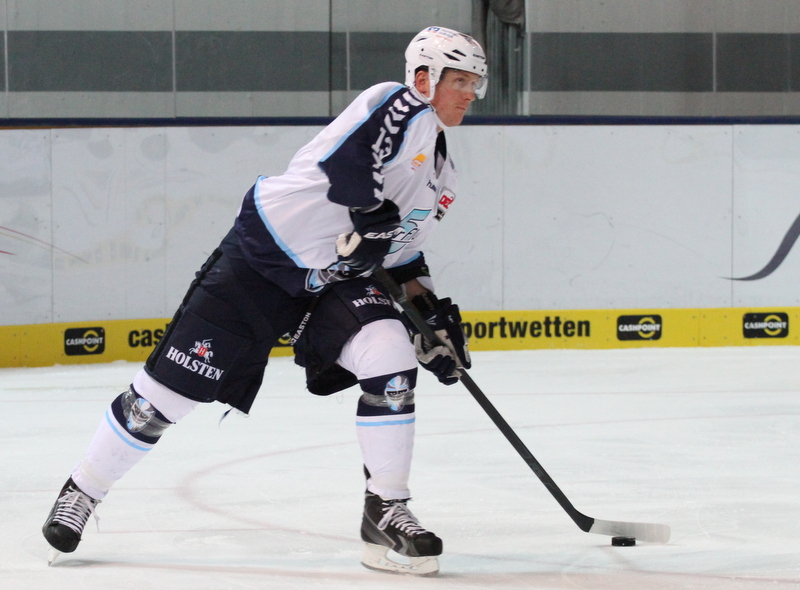
Christoph Schubert am Puck

Nach der Auflösung der Barons zum Ende der Saison 2001/02 wagte Schubert den Wechsel nach Nordamerika. Er unterzeichnete einen Dreijahresvertrag bei den Ottawa Senators, die ihn im NHL Entry Draft 2001 in der vierten Runde an 127. Stelle ausgewählt hatten. Die Senators setzten ihn aber bei den Binghamton Senators, dem Farmteam in der American Hockey League, ein. Dort verbrachte Schubert die gesamten drei Jahre seines Vertrages, auch bedingt durch den Lockout in der National Hockey League in der Saison 2004/05. Insgesamt bestritt Schubert in dieser Zeit 216 AHL-Partien ohne jeden NHL-Einsatz und liebäugelte daher mit einer Rückkehr nach Deutschland, da sein Vertrag ausgelaufen war. Im Sommer 2005 unterzeichnete Schubert ein Vertragsangebot der Adler Mannheim. Die Unterschrift wurde jedoch hinfällig, als ihm die Ottawa Senators einen neuen Vertrag anboten, den er schließlich im August 2005 annahm.
Durch ein erfolgreich absolviertes Trainingscamp vor der Saison 2005/06 gehörte der Verteidiger fortan zum Stammpersonal der Ottawa Senators. In seiner ersten NHL-Spielzeit kam er in 56 Partien zu zehn Punkten. Über weite Teile des Spieljahres wurde er dabei in einer der defensivorientierten Sturmreihen eingesetzt, da er sich gegen die starke Konkurrenz auf der Verteidigerposition nicht durchsetzen konnte, aufgrund seiner defensiven Fähigkeiten aber trotzdem unverzichtbar war. In der Spielzeit 2006/07 verbesserte Schubert sein Spiel auf der ungewohnten Stürmerposition weiter und absolvierte 80 Partien in der regulären Saison. Zudem erreichte er mit der Mannschaft die Finalserie um den Stanley Cup, wo die Senators den Anaheim Ducks in der Serie nach Spielen mit 1:4 unterlagen. Im Juli 2007 verlängerte Ottawa seinen Vertrag um weitere drei Jahre.
Nachdem er vor der Saison 2009/10 von den Senators in die American Hockey League zu den Binghamton Senators geschickt wurde, verpflichteten die Atlanta Thrashers ihn am 2. Oktober 2009 von der Waiver-Liste. Am 15. September 2010 unterzeichnete er einen auf drei Monate befristeten Vertrag beim Frölunda HC in der schwedischen Elitserien. Am 8. Dezember 2010 entschied sich Christoph Schubert, einen Vertrag bis Ende der Saison 2011/12 bei den Hamburg Freezers aus der Deutschen Eishockey Liga zu unterzeichnen. Bis zum Ende der Saison 2015/16 führte Schubert die Freezers als Kapitän an. Anschließend verkündete der Eigentümer der Freezers, die Anschutz Entertainment Group, für die Saison 2016/2017 keine Lizenz beantragen zu wollen. Daraufhin initiierte Schubert zusammen mit Hockey-Olympiasieger Moritz Fürste und anderen eine Finanzierungs- und Unterstützerkampagne. Obwohl innerhalb weniger Tage eine große Summe zusammengetragen wurde, blieb der Freezers-Eigentümer bei seinem Entschluss. Schubert sprach danach von der "schwersten Niederlage seiner Karriere".
Im Juni 2016 gab Schubert bekannt, dass er ab der Saison 2016/17 sowohl für die Crocodiles Hamburg in der Oberliga spielen werde, als auch die dortige Geschäftsstelle als Mitarbeiter unterstütze. Im Juni 2019 gab er aus Verletzungsgründen das Ende seiner Spielerlaufbahn sowie seines Engagements für die Crocodiles bekannt und plante, die Trainerlaufbahn einzuschlagen. In der Saison 2020/21 betreute er die deutsche U20-Eishockeynationalmannschaft als Co-Trainer, zur Saison 2021/22 wurde er Co-Trainer bei den Heilbronner Falken. Im November 2022 wurde er entlassen. Nach mehrmonatiger Pause wurde Schubert im Juli 2024 als Assistenztrainer beim EV Landshut vorgestellt.

### International
Schubert stand erstmals in einer deutschen Auswahl bei der U18-Junioren-Weltmeisterschaft 2000. Es folgten zwei weitere Einsätze im Juniorenbereich bei den U20-Junioren-Weltmeisterschaften 2001 und 2002. Für die A-Nationalmannschaft gab er sein internationales Debüt bei der Weltmeisterschaft 2001. Weitere Nominierungen erfolgten zu den Weltmeisterschaften 2002, 2005, 2008, 2009 und 2012, den Olympischen Winterspielen 2002 und 2006 und dem World Cup of Hockey 2004.

## Erfolge und Auszeichnungen
- 2001 DEL-Rookie des Jahres
- 2002 Aufstieg in die Top-Division bei der U20-Junioren-Weltmeisterschaft der Division I
- 2002 Teilnahme am DEL All-Star Game

## Karrierestatistik

### International
Vertrat Deutschland bei:
| - U18-Junioren-Weltmeisterschaft 2000 - U20-Junioren-Weltmeisterschaft der Division I 2001 - Weltmeisterschaft 2001 - U20-Junioren-Weltmeisterschaft der Division I 2002 - Olympischen Winterspielen 2002 - Weltmeisterschaft 2002 | - World Cup of Hockey 2004 - Weltmeisterschaft 2005 - Olympischen Winterspielen 2006 - Weltmeisterschaft 2008 - Weltmeisterschaft 2009 - Weltmeisterschaft 2012 |

(Legende zur Spielerstatistik: Sp oder GP = absolvierte Spiele; T oder G = erzielte Tore; V oder A = erzielte Assists; Pkt oder Pts = erzielte Scorerpunkte; SM oder PIM = erhaltene Strafminuten; +/− = Plus/Minus-Bilanz; PP = erzielte Überzahltore; SH = erzielte Unterzahltore; GW = erzielte Siegtore; 1 Play-downs/Relegation; Kursiv: Statistik nicht vollständig)